# Borna Marinić
Borna Marinić (Zagreb, 1992.), hrvatski povjesničar i novinar. Autor je više knjiga i dokumentarnih filmova na temu Domovinskog rata.

## Životopis
Rođen je u Zagrebu, gdje je završio osnovnu i srednju školu. Studirao je i 2017. magistrirao povijest na Filozofskom fakultetu u Zagrebu. Znanstveno se bavi tematikom Domovinskog rata, koja ga je privlačila još od djetinjstva. Dana 1. svibnja 2013. pokrenuo je stranicu „Dogodilo se na današnji dan – Domovinski rat“ na Facebooku.
Bio je vodič u Hrvatskomu povijesnu muzeju (2015.–2016.), i novinar–istraživač u HRT-ovoj emisiji TV kalendar (2016 –2017.). Na Hrvatskome katoličkom radiju od ožujka 2019. uređuje i vodi emisiju Domoljubne minute. Bio je glavni urednik mrežnog portala braniteljski.hr (2020.–2021.)

## Djela

### Knjige
- Specijalna jedinica policije "OSA" u Domovinskom ratu, 2018.
- I mi smo branili Hrvatsku: Romi u Domovinskom ratu, 2019.

### Dokumentarni filmovi
- Atentat na Hrvatsku[5]
- urednik epizode u serijalu Kako je obranjena Hrvatska[6]
- Krvavi Uskrs[7][2]
- film o akciji Borovo selo[2]
- Antifašisti, 2019.[5]
- Ivan Sokač – život za Hrvatsku, 2020.[8]

## Vanjske poveznice
- Facebook Dogodilo se na današnji dan - Domovinski rat